# Dietersdorf (Gemeinde Sieghartskirchen)
Dietersdorf (früher auch Dittersdorf) ist eine Ortschaft und eine Katastralgemeinde der Marktgemeinde Sieghartskirchen im Bezirk Tulln in Niederösterreich. Die Ortschaft hat 309 Einwohner (Stand 1. Jänner 2024).

## Geografie
Der kleine Ort grenzt im Osten an Abstetten und im Norden an Einsiedl und erstreckt sich im Südwesten bis in das Gebiet eines ehemaligen Steinbruches.

## Geschichte
Im Jahr 1822 wurde der Ort als Dorf mit 35 Häusern genannt, das nach Abstetten eingepfarrt war, wohin auch die Kinder eingeschult wurden. Die Herrschaft Judenau besaß die Ortsobrigkeit und besorgte die Konskription. Die Landgerichtsbarkeit wurde von der Herrschaft Neulengbach ausgeübt. Die Untertanen und Grundholde des Ortes gehörten der Herrschaft Judenau.
Laut Adressbuch von Österreich waren im Jahr 1938 in Dietersdorf ein Bäcker, ein Brunnenbauer, ein Gastwirt, ein Gemischtwarenhändler, ein Holzhändler, zwei Landesproduktehändler, ein Sattler, ein Schneider, zwei Schuster und ein Zementwarenerzeuger ansässig.

## Kultur und Sehenswürdigkeiten
- Ortskapelle 1848
- Schloss Liechtenstein